# 1851 Lacroute
1851 Lacroute è un asteroide della fascia principale del diametro medio di circa 16,89 km. Scoperto nel 1950, presenta un'orbita caratterizzata da un semiasse maggiore pari a 3,1019398 UA e da un'eccentricità di 0,1934151, inclinata di 1,66844° rispetto all'eclittica.
Prende il nome da Pierre Lacroute, astrometrista francese.